# Сусанин-Трофи
57°46′ с. ш. 40°56′ в. д.
«Суса́нин-Тро́фи» — внедорожное автомобильное соревнование, которое проходит ежегодно в Костромской области. Его организаторы — Клуб внедорожного туризма «Российские дороги» и ГТРК Кострома, при поддержке Губернатора и администрации Костромской области.

## Трасса
Во время «Сусанин-Трофи» участники проходят трассу длиной свыше 300 км по Костромской области. Это глухие леса, топкие болота, глубокие броды. Именно из них состоят «специальные участки» (СУ) трофи-рейда.

Специальный Участок (СУ) — часть соревнования по преодолению различных видов бездорожья, с элементами ориентирования или без них.
- Линейный СУ — это часть соревнования, на котором Экипажи обязаны строго соблюдать заданный маршрут и коридор (обязательный порядок прохождения судейских пунктов КП, и/или контрольных пунктов, соблюдение маршрута и коридора). Элементы ориентирования на таких СУ должны быть минимизированы.
- Навигационный СУ — это часть соревнования, на котором экипажи самостоятельно определяют маршрут движения в пределах границ Официальной трассы, где могут располагаться судейские пункты КП и контрольные пункты. Количественно-временной навигационный СУ — это навигационный СУ, на котором пенализация за отсутствие отметок КП одинаковая для всех КП и равна (или более) норматива на этом СУ.— Правила проведения трофи рейдов 2012

С 2011 года «Сусанин Трофи» проводится в следующем формате:
- СУ 1 — скоростной, проводимый при большом скоплении зрителей на кроссовой спортивной трассе в Заволжском карьере, в черте города Костромы.
- СУ 2 — линейно-навигационный, где все участники в течение суток двигаются по бездорожью из одного Базового лагеря в другой.
- СУ 3 — так называемая «пляжная гонка», скоростной участок в Базовом лагере, на берегу (пляже) крупного водоёма или реки; связан с преодолением участниками водных преград.

Для автотуристов организована культурная навигация. Любой желающий получает «Дорожную книгу» с обозначенными культурными, историческими, и просто интересными местами и достопримечательностями области. Маршрут движения, режим и сроки посещения участник выбирает самостоятельно. Во время проведения «Сусанин-Трофи» во всех местах стоянок дежурят сотрудники МЧС, МВД, скорой помощи, готовые в любой момент оказать необходимую помощь участникам гонки. Соревнование проводится по Правилам проведения трофи-рейдов, утвержденным Российской автомобильной федерацией.

## История
Клуб внедорожного туризма «Российские дороги» проводит «Сусанин-Трофи» с 1997 года. За это время формат соревнования вырос из дружеской «покатушки» в международное мероприятие, выросло количество участников, усилилась организационная и спортивная часть.
- 2002 год.[2]
- 2004 год.[3]
- 2006 год. Оператор Костромской ГТРК стал победителем Всероссийского телевизионного фестиваля за репортаж из цикла «Неизвестная родина» «Сусанин-трофи».[4][5][6]
- 2007 год. Дневник Сусанин-Трофи. Серия репортажей:[7][8][9][10]
- С 2009 года «Сусанин-Трофи» проводится при поддержке администрации Костромской области. Это дало расширение географии участников. Организация вышла на качественно иной уровень.[11][12][13][14]
- 2010 год.[15][16][17]
- 2011 год. «Сусанин Трофи» расширил формат и стал этапом Чемпионата России по трофи-рейдам.[18][19][20][21][22][23]
- 2012 год. «Сусанин Трофи» также является этапом Чемпионата России по трофи-рейдам[24][25][26][27]
- Помимо этого, в октябре 2012 года при плотной поддержке организаторов «Сусанин Трофи» в Костромской области в городе Буй состоялся Финал Кубка России по трофи-рейдам[28][29][30][31]

## Участники соревнования
Сильнейшие спортсмены России, победители и участники Российских и международных соревнований, призёры Чемпионатов России по трофи-рейдам, спортсмены региональных и московских внедорожных клубов. Например Алексей Голубев из команды Offroad Wolves
Количество участников ограничено 100 экипажами. За время проведения рейда «Сусанин-Трофи» в нём приняли участие около 1500 джиперов из Москвы, Воронежа, Казани, Нижнего Новгорода, Тамбова, Ярославля, Иваново, Костромы, Вологды и ряда других городов России.
С 2010 года «Сусанин Трофи» стал международным. В соревновании приняли участие экипажи из ближнего зарубежья из Белоруссии, Грузии, Казахстана.
В трофи-рейде принимают участие внедорожники следующих спортивных категорий:
- туризм — стандартные автомобили,
- туризм подготовленный — стандартный автомобиль с установленной лебёдкой,
- спорт — подготовленные автомобили с небольшими изменениями в конструкции,
- прото — самодельные прототипы и автомобили, подвергшиеся серьёзным изменениям,
- АТВ — летом
- снегоходы — зимой
- полноприводные — туристическая, не спортивная категория. Первые шаги автоспорта навстречу владельцам обычных внедорожников, отгадывание ребусов, посещение интересных мест, участие в конкурсах с недорогими поощрительными призами. Принять участие в категории «полноприводные» могут владельцы любого внедорожника.

## Аудитория
За всё время проведения «Сусанин Трофи» давно стал узнаваемым брендом в Костромской области. При информационной поддержке ГТРК «Кострома» внимание к «Сусанин Трофи» в регионе не ослабевает даже в межсезонье. В программе «Вести. Кострома» регулярно выходят новостные сюжеты, посвящённые подготовке трасс для гонки, объявляется время и место проведения массовых мероприятий, приглашаются зрители.
Старт «Сусанин Трофи» — популярное событие для сотен костромичей и туристов. На скоростном участке, проводимом в черте города, в Заволжском карьере г. Костромы, собираются до шести тысяч зрителей. Финальный участок соревнования «Пляжная гонка» организуется каждый раз в новом районном центре Костромской области и представляет из себя организованное культурно-массовое мероприятие, которое собирает до пяти тысяч местных и приезжих зрителей.

### Зрительские точки
Отдельно можно отметить организацию так называемых «зрительских точек». Обычно это сложная точка в виде баннера или флага размещенного в необычном, труднодоступном месте на местности. Время работы такой точки ограниченно и спортсмен, участвующий в гонке, обязан подъехать к объекту вплотную и прикоснуться одновременно одной рукой к точке, другой к своему автомобилю. В это время штурман экипажа фиксирует момент такого прикосновения на фотоаппарат. Фотография является подтверждением факта «взятия» точки. Такие точки собирают большое число зрителей и моменты их эффектного «взятия» попадают на страницы журналов и экраны телевизоров.
Информация о месте и времени проведения финального участка и организации «зрительских точек» заблаговременно доводится до аудитории с помощью местных и региональных СМИ.

## Вне трассы

### Детский дом
С 2009 года «Сусанин Трофи» несёт социальную нагрузку. В районе проведения очередного «Сусанин Трофи» организаторы выбирают детский дом, который ещё не поддерживался, организуют встречу участников трофи-рейда и его воспитанников. Участники собирают подарки, игрушки, письменные принадлежности, а также некую сумму денежных средств и передают всё собранное в детское учреждение. Преподаватели показывают быт детей, рассказывают, на что пойдут собранные средства.